# Roy Dupuis
Pour les articles homonymes, voir Dupuis (homonymie).
Roy Dupuis, né le 21 avril 1963 à New Liskeard en Ontario, est un acteur canadien.
Il est principalement connu pour son rôle dans la série télévisée La Femme Nikita (1997 - 2001) et pour son rôle dans Les Filles de Caleb (1990 - 1991).

## Biographie
Bien que né à New Liskeard, en Ontario d'un père franco-ontarien et d'une mère québécoise, il passe une grande partie de sa jeunesse à Amos, en Abitibi-Témiscamingue. De onze à quatorze ans, il vit à Kapuskasing, en Ontario. Après le divorce des parents, avec sa mère, sa sœur, et son frère, la famille Dupuis déménage dans le quartier Sainte-Rose à Laval, au nord de Montréal.
Il étudie l'art dramatique à l'École nationale de théâtre du Canada, à Montréal, et reçoit son diplôme en 1986. Pendant les années 1980, il joue dans plusieurs productions théâtrales et il obtient quelques rôles à la télévision et au cinéma. Il devient le conjoint de l'actrice Céline Bonnier pendant plusieurs années mais, à l'été 2011, on fait état de leur récente séparation. Peu après, il partage sa vie avec la comédienne québécoise Christine Beaulieu, rencontrée sur le plateau de tournage du film Ceci n'est pas un polar, tel que précisé par la comédienne à l'émission 1res fois sur les ondes de Radio-Canada en février 2022.
Son interprétation d'Ovila Pronovost dans Les Filles de Caleb (1990-1991) en fait une vedette de la télévision québécoise. Fiction tirée du roman éponyme d'Arlette Cousture, cette série télévisée se déroule dans le milieu rural, au début du XXe siècle, une période historique importante du Québec. Elle rencontre un très gros succès populaire. Il apparaît de nouveau à la télévision dans la série télévisée Scoop (1991-1995), la mini-série Maurice Richard (1999) et la série d'espionnage canadienne-anglaise Nikita (La Femme Nikita, 1997-2001), inspirée par Nikita, le thriller franco-italien réalisé par Luc Besson en 1990.
En parallèle, Roy Dupuis connaît plusieurs grands succès critiques au cinéma grâce aux films Being at Home with Claude (1992) de Jean Beaudin, Séraphin : Un homme et son péché (2002) de Charles Binamé, Mémoires affectives (2004) de Francis Leclerc, dans un rôle qui lui vaut les prix Jutra et prix Génie du meilleur acteur, Manners of Dying (2004) de Jeremy Peter Allen et Maurice Richard (2005) de Charles Binamé, rôle grâce auquel il remporte de nouveau les prix Jutra et prix Génie du meilleur acteur.
En 2005, il incarne le rôle de détective « Conk Adams » dans le film That Beautiful Somewhere (2006), tourné à North Bay en Ontario.
En 2007, il interprète au grand écran le rôle du Lieutenant-général Roméo Dallaire dans le film Shake Hands with the Devil de Roger Spottiswoode. Le tournage principal de ce film portant sur le sujet du Génocide au Rwanda à Kigali a débuté en juin 2006 et le film est présenté en salle le 28 septembre 2007.
L'année 2008 démarre avec le retour de Roy Dupuis sur les planches: après 14 ans d'absence, dans la pièce Blasted de la dramaturge britannique Sarah Kane (traduite par Jean-Marc Dalpé et mise en scène par Brigitte Haentjens), qu'il renoue avec le théâtre aux côtés de Céline Bonnier et Paul Ahmarani.

## Filmographie
| Année | Titre                                                | Rôle                             | Notes |
| ----- | ---------------------------------------------------- | -------------------------------- | --- |
| 1988  | Sortie 234                                           | Renaud                           | — |
| 1989  | Jésus de Montréal                                    | Marcel Brochu                    | — |
| 1989  | Comment faire l'amour avec un nègre sans se fatiguer | Pusher #2                        | — |
| 1989  | Dans le ventre du dragon                             | Jean-Marie                       | — |
| 1990  | Le Marché du couple                                  | Barman                           | — |
| 1992  | Being at Home with Claude                            | Yves                             | — |
| 1992  | Entangled                                            | Max                              | — |
| 1993  | Cap Tourmente                                        | Alex O'Neil                      | — |
| 1994  | C'était le 12 du 12 et Chili avait les blues         | Pierre-Paul                      | — |
| 1995  | Planète hurlante                                     | Becker                           | — |
| 1996  | Aire libre                                           | Aimé Bonpland                    | — |
| 1996  | L'Homme idéal                                        | Christian                        | — |
| 1996  | Waiting for Michelangelo                             | Thomas                           | — |
| 1997  | J'en suis !                                          | Dominique Samson                 | — |
| 1997  | Hémoglobine                                          | John Strauss                     | — |
| 1998  | Free Money                                           | The Turk                         | — |
| 2002  | Séraphin, un homme et son péché                      | Alexis Labranche                 | — |
| 2003  | Les Invasions barbares                               | Gilles Levac                     | — |
| 2004  | C'est pas moi, c'est l'autre                         | Vincent Papineau / Claude Laurin | — |
| 2004  | Jack Paradise (Les nuits de Montréal)                | Jack Paradise                    | — |
| 2004  | Monica la mitraille                                  | Gérald Gerry Simard              | — |
| 2004  | Manners of Dying                                     | Kevin Barlow                     | — |
| 2004  | Mémoires affectives                                  | Alexandre Tourneur               | Prix Jutra du meilleur acteur Prix Génie du meilleur acteur                                                                                 |
| 2005  | Les États-Unis d'Albert                              | Jack Dekker                      | — |
| 2005  | Maurice Richard                                      | Maurice Richard                  | Prix Génie du meilleur acteur Prix du meilleur acteur au Festival international du film de Tokyo Nomination — Prix Jutra du meilleur acteur |
| 2006  | That Beautiful Somewhere                             | Détective Conk Adams             | — |
| 2007  | Emotional Arithmetic                                 | Benjamin Winters                 | — |
| 2007  | Shake Hands with the Devil                           | Général Roméo Dallaire           | Prix Jutra du meilleur acteur |
| 2008  | Un été sans point ni coup sûr                        | Gilbert Turcotte                 | — |
| 2008  | Truffe                                               | Charles                          | — |
| 2008  | L'instinct de mort                                   | Jean-Paul Mercier                | — |
| 2009  | Je me souviens                                       | Liam Hennessy                    | — |
| 2009  | Les Doigts croches                                   | Charles                          | — |
| 2009  | The Timekeeper                                       | Scully                           | — |
| 2011  | Chercher le courant                                  | Narrateur                        | — |
| 2011  | Coteau Rouge                                         | Éric Miljours                    | — |
| 2013  | Roche Papier Ciseaux                                 | Vincent                          | — |
| 2013  | Cyanure                                              | Joe                              | — |
| 2013  | L'Autre Maison                                       | Gabriel Bernard                  | — |
| 2014  | Ceci n'est pas un polar                              | André Kosinski                   | — |
| 2015  | Le Bruit des arbres                                  | Régis Otis                       | — |
| 2015  | Là où Atilla passe...                                | Michel                           | — |
| 2015  | L'Empreinte (documentaire)                           | —                                | — |
| 2015  | La Chambre interdite (The Forbidden Room)            | Césaré                           | — |
| 2016  | Feuilles mortes                                      | Bob                              | — |
| 2016  | Embrasse-moi comme tu m'aimes                        | Narcisse St-Germain              | — |
| 2017  | Pieds nus dans l'aube                                | Léo Leclerc                      | — |
| 2019  | Les Fleurs oubliées                                  | Albert Payette                   | — |
| 2021  | L'Arracheuse de temps                                | La Mort                          | — |
| 2024  | Rumours, nuit blanche au sommet (Rumours)            | le premier ministre du Canada    | |

| Année     | Titre                                   | Rôle                | Notes |
| --------- | --------------------------------------- | ------------------- | --- |
| 1986      | Dany                                    | Pusher              | — |
| 1987      | L'Héritage                              | Monsieur Leduc      | — |
| 1988      | Le Grand Jour                           | Garçon d'honneur    | Téléfilm |
| 1988      | Le Monde selon Croc                     | Variés              | — |
| 1989      | L'Amour avec un grand A                 | Le fils             | 2 épisodes |
| 1990-1991 | Les Filles de Caleb                     | Ovila Pronovost     | Prix Gémeaux du meilleur premier rôle masculin : dramatique Prix MétroStar du meilleur acteur |
| 1990      | Tous pour un                            | Maxime Morel        | Téléfilm de la série Lance et compte |
| 1992-1995 | Scoop                                   | Michel Gagné        | — |
| 1993      | Blanche                                 | Ovila Pronovost     | — |
| 1994      | Million Dollar Babies                   | Oliva Dionne        | Téléfilm |
| 1995      | Dark Eyes                               | Danny Le Blanc      | Épisode: Pilot |
| 1996      | Urgence                                 | Barette             | — |
| 1997-2001 | La Femme Nikita                         | Michael Samuelle    | — |
| 1999      | Maurice Richard: Histoire d'un Canadien | Maurice Richard     | Épisode des Beaux Dimanches Nomination — Prix MétroStar du meilleur acteur : télésérie |
| 2002-2003 | Le Dernier Chapitre (The Last Chapter)  | Ross Desbiens       | Mini-série Prix MétroStar du meilleur acteur : télésérie 2003 Nomination — Prix MétroStar du meilleur acteur : télésérie 2004                                                                                               |
| 2005      | Les Règles du jeu                       | Lui-même            | Série documentaire |
| 2010-2012 | Les Rescapés                            | Gérald Boivin       | Nomination — Prix Gémeaux du meilleur premier rôle masculin : dramatique 2011 Nomination — Prix Gémeaux du meilleur premier rôle masculin : dramatique 2012 Nomination — Prix Artis du meilleur rôle masculine : télé-série |
| 2019      | Toute la vie                            | Christophe L'Allier | — |
| 2022      | À cœur battant                          | Christophe L'allier | — |

## Productions théâtrales
- 1985 :
  - La Passion selon Pier Paolo Pasolini, une pièce de René Kalisky d'après Teorema (film).
  - Les deux Gentilshommes de Vérone, de William Shakespeare.
- 1986 : Harold et Maude, trad. et adapt. par Jean-Claude Carrière de la pièce de Colin Higgins.
- 1987 :
  - Au pied de la lettre, d'André Simard.
  - Fool for Love, de Sam Shepard, trad. par Michèle Magny.
  - Toupie Wildwood, de Pascale Rafie.
- 1987-1989 : Le Chien ((en) The Dog), by Jean-Marc Dalpé.
- 1988 : Les Muses orphelines, de Michel Marc Bouchard.
- 1989 : Roméo et Juliette, de William Shakespeare, trad. par Jean-Louis Roux.
- 1990 : Un Oiseau vivant dans la gueule, de Jeanne-Mance Delisle.
- 1994 : True West, de Sam Shepard, trad. par Pierre Legris.
- 2008 : Blasté, de Sarah Kane, trad de Jean Marc Dalpé.

### Documentaire environnementaliste
- 2010 : Chercher le courant [4](narration) de  Nicolas Boisclair et Alexis de Gheldere, Les Productions du Rapide-Blanc
- 2014 : L'empreinte[5] de Carole Poliquin et Yvan Dubuc, Les Productions ISCA
- 2023 : Après la Romaine de Nicolas Boisclair et Alexis de Gheldere, Les Productions du Rapide-Blanc

## Autres apparitions
- Roy Dupuis apparait en 2014 dans l'un des rôles principaux du jeu vidéo interactif Missing : An Interactive Thriller, développé par Zandel Media aux côtés de Patrick Hivon et Serge Houde[réf. nécessaire].

## Distinctions

### Récompenses
- 1991 : prix Gémeau, Meilleure interprétation premier rôle masculin : dramatique ;
- 2002 : prix MetroStar (meilleur acteur).
- 2005 :
  - prix Génie du meilleur acteur pour Mémoires affectives ;
  - prix Jutra du meilleur acteur pour Mémoires affectives.
- 2007 : prix Génie du meilleur acteur pour Maurice Richard ;
- 2008 : prix Jutra du meilleur acteur pour J'ai serré la main du diable.

### Nominations
- 1993 : prix Génie du meilleur acteur dans un rôle principal : Cap Tourmente.